# Натан Баггалі
Натан Баггалі (англ. Nathan Baggaley; 1975) — австралійський весляр-байдарочник, виступав за збірну Австралії в першій половині 2000-х років. Учасник двох літніх Олімпійських ігор, триразовий чемпіон світу, переможець багатьох регат національного та міжнародного значення. Його дискваліфікували на два роки за порушення антидопінгових правил і згодом засудили на тривалі тюремні строки за розповсюдження наркотиків.

## Життєпис
Натан Баггалі народився 6 грудня 1975 року в місті Байрон-Бей (штат Новий Південний Уельс). Активно займатися веслуванням почав у ранньому дитинстві, проходив підготовку в місцевому каное-клубі під назвою «Кпае-Байрон». На міжнародних змаганнях дебютував 1997 року.
Першого серйозного успіху на дорослому міжнародному рівні досяг у 2000 році, коли потрапив до основного складу австралійської національної збірної й завдяки низці вдалих виступів удостоївся права захищати честь країни на домашніх літніх Олімпійських іграх у Сіднеї — в заліку одиночних байдарок на дистанції 500 метрів дістався стадії півфіналів, де фінішував четвертим.
2002 року Баггалі побував на чемпіонаті світу в іспанській Севільї, звідки привіз золоту нагороду, яку виграв в одиночках на п'ятистах метрах. Рік по тому, на аналогічних змаганнях в американському Гейнсвіллі повторив це досягнення і, крім того, виграв бронзу в одиночках на тисячі метрів. Бувши одним з лідерів веслувальної команди Австралії, успішно пройшов кваліфікацію на Олімпійські ігри 2004 року в Афінах — завоював тут дві срібні медалі: посів друге місце на півкілометровій гонці одинаків, програвши у фіналі лише канадцеві Адамові ван Ковердену, і показав другий результат разом з напарником Клінтом Робінсоном на півкілометровій гонці двійок, програвши у вирішальному заїзді екіпажу з Німеччини. Також стартував у одиночках на кілометр і тут теж був близьким до призових позицій, ставши четвертим.
На світовій першості 2005 року в хорватському Загребі Натан Баггалі втретє поспіль здобув титул чемпіона світу в одиночних байдарках на дистанції 500 метрів і додав до послужного списку бронзову медаль на дистанції 1000 метрів. Проте, через два тижні його викрили у вживанні заборонених препаратів, станозололу і метандростенолону, і Міжнародна федерація веслування на байдарках і каное ухвалила рішення про дворічну дискваліфікацію.
Після закінчення дискваліфікації Баггалі планував повернутися у великий спорт, але не зміг цього зробити через серйозні проблеми з законом. У лютому 2007 року поліція заарештувала його під час поїздки по Голд-Кост, виявивши у нього в машині 762 пігулки екстазі. У липні його звинуватили в крадіжці байдарки одного зі спортивних клубів Байрон-Бей, засудивши до шести місяців умовного позбавлення волі й штрафу 70 доларів за судові витрати. У листопаді поліція провела рейд і заарештувала Баггалі та його брата Дрю. Загалом у них виявили 28 тис. пігулок екстазі та кілограм порошку MDMA, що використовується для виробництва цього наркотику. У травні 2009 року суд визнав колишнього спортсмена винним у виготовленні та збуті екстазі й засудив його до позбавлення волі до двадцяти років. Зрештою він вийшов на свободу у 2011 році, провівши у в'язниці лише чотири роки. Однак на волі він залишався не довго, у листопаді 2013 року його знову заарештували та звинуватили за кількома статтями, пов'язаними з обігом наркотиків.